# Macatuba (kommun)
Macatuba är en kommun i Brasilien.   Den ligger i delstaten São Paulo, i den södra delen av landet, 700 km söder om huvudstaden Brasília. Antalet invånare är 16 246.
Följande samhällen finns i Macatuba:
- Macatuba

Trakten runt Macatuba består till största delen av jordbruksmark. Runt Macatuba är det ganska tätbefolkat, med 100 invånare per kvadratkilometer.